# يان بال
يان بال (بالإنجليزية: Ian Ball)‏ هو مغن مؤلف بريطاني، ولد في 19 أكتوبر 1975 في ساوثبورت ‏ في المملكة المتحدة.

## وصلات خارجية
- يان بال على موقع ميوزك برينز (الإنجليزية)
- يان بال على موقع أول ميوزيك (الإنجليزية)
- يان بال على موقع ديسكوغز (الإنجليزية)